# Elecciones generales de las Islas Feroe de 1943

Elecciones generales tuvieron lugar en las Islas Feroe el 24 de agosto de 1943. El Partido Popular se convirtió en el partido mayoritario del Løgting, obteniendo 12 de los 25 escaños.

## Resultados
| Partido                   | Votos | %     | Escaños | +/– |
| ------------------------- | ----- | ----- | ------- | --- |
| Partido Popular           | 4 010 | 41,49 | 12      | +6  |
| Partido Unionista         | 2 736 | 28,31 | 8       | 0   |
| Partido de la Igualdad    | 1 919 | 19,85 | 5       | –1  |
| Partido del Autogobierno  | 1 001 | 10,36 | 0       | –4  |
| Total                     | 9 666 | 100   | 25      | +1  |
| Fuente: Election Passport |       |       |         |     |